# Schemini

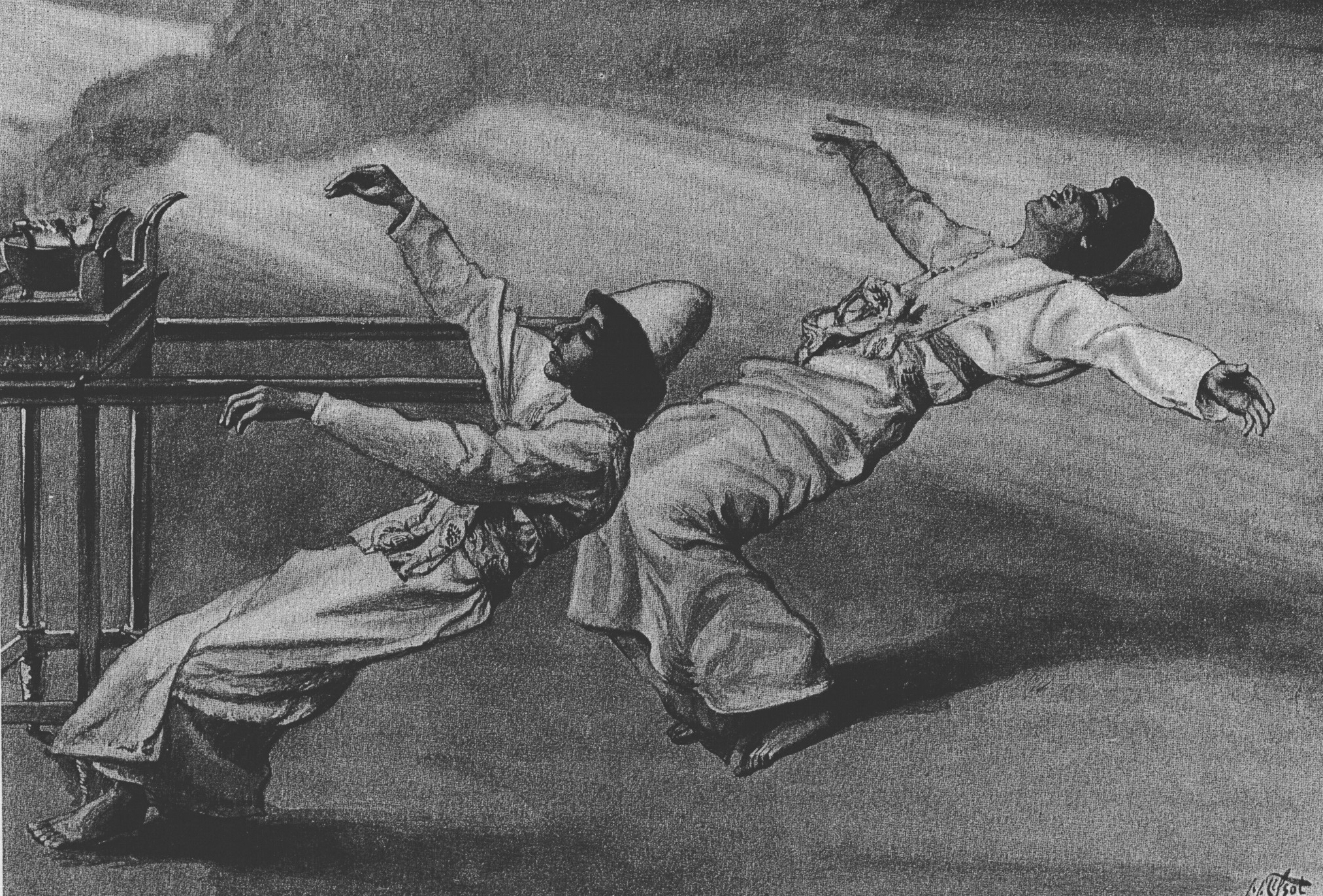
Nadab und Abihu werden getötet (Aquarell von James Tissot, um 1900)

Schemini (Biblisches Hebräisch שְׁמִינִי ‚Achter‘ [= der achte Tag der Einweihung]) bezeichnet einen Leseabschnitt (Parascha oder Sidra genannt) der Tora und umfasst den Text Leviticus/Wajikra 9–11 (9 , 10 , 11  – ELB-Links: 9 , 10 , 11 ).
Es handelt sich um die Sidra des 4. oder 5. Schabbats im Monat Nisan oder des 4. Schabbats im Monat Adar scheni.

## Wesentlicher Inhalt
- Aaron und seine Söhne zelebrieren als Priester das erste Ganz- und Friedensopfer.
- Die beiden ältesten Söhne Nadab und Abihu, die im Stiftszelt eigenmächtig ein nicht angeordnetes Feueropfer darbringen, werden von Gott durch Feuer getötet.
- Verbot von Wein und berauschenden Getränken für die Priester vor dem Eintritt ins Heiligtum
- Die Priester sollen mit ihren Familien Brust und Keule der dargebrachten Friedensopfer verzehren.
- Speisegesetze:
  - Vom Vieh erlaubt sind Wiederkäuer mit gespaltenen Klauen.
  - Von Wassertieren erlaubt sind diejenigen mit Flossen und Schuppen.
  - Bezüglich der Vögel werden die verbotenen gelistet (darunter der Wiedehopf, der 2008 in Israel zum Nationalvogel gewählt wurde).
  - Von geflügelten Kleintieren sind diejenigen gestattet, die Springfüße oberhalb der Füße besitzen, alle anderen sind verboten.
- Berührung des Aases (Newela), auch der reinen Tiere, falls sie nicht geschlachtet wurden, verunreinigt Mensch, Kleider, Geräte etc.; Lebensmittel allerdings nur, wenn sie zuvor mit Wasser in Berührung gekommen sind.

## Haftara
Die zugehörige Haftara ist nach aschkenasischen Brauch 2 Sam 6–7,17 (6  ; 7,1–17  ),
nach sephardischem Brauch 2 Sam 6,1–19  .